# Cyamops laos
Cyamops laos är en tvåvingeart som beskrevs av Baptista och Wayne N. Mathis 2000. Cyamops laos ingår i släktet Cyamops och familjen savflugor.
Artens utbredningsområde är Laos. Inga underarter finns listade i Catalogue of Life.